# Haplacarus bhadurii
Haplacarus bhadurii är en kvalsterart som beskrevs av Pranabes Sanyal 1984. Haplacarus bhadurii ingår i släktet Haplacarus och familjen Lohmanniidae. Inga underarter finns listade i Catalogue of Life.